# Heteropoda nebulosa
Heteropoda nebulosa är en spindelart som beskrevs av Tord Tamerlan Teodor Thorell 1890. Heteropoda nebulosa ingår i släktet Heteropoda och familjen jättekrabbspindlar. Inga underarter finns listade i Catalogue of Life.